# Igreja de Santiago (Trowbridge)

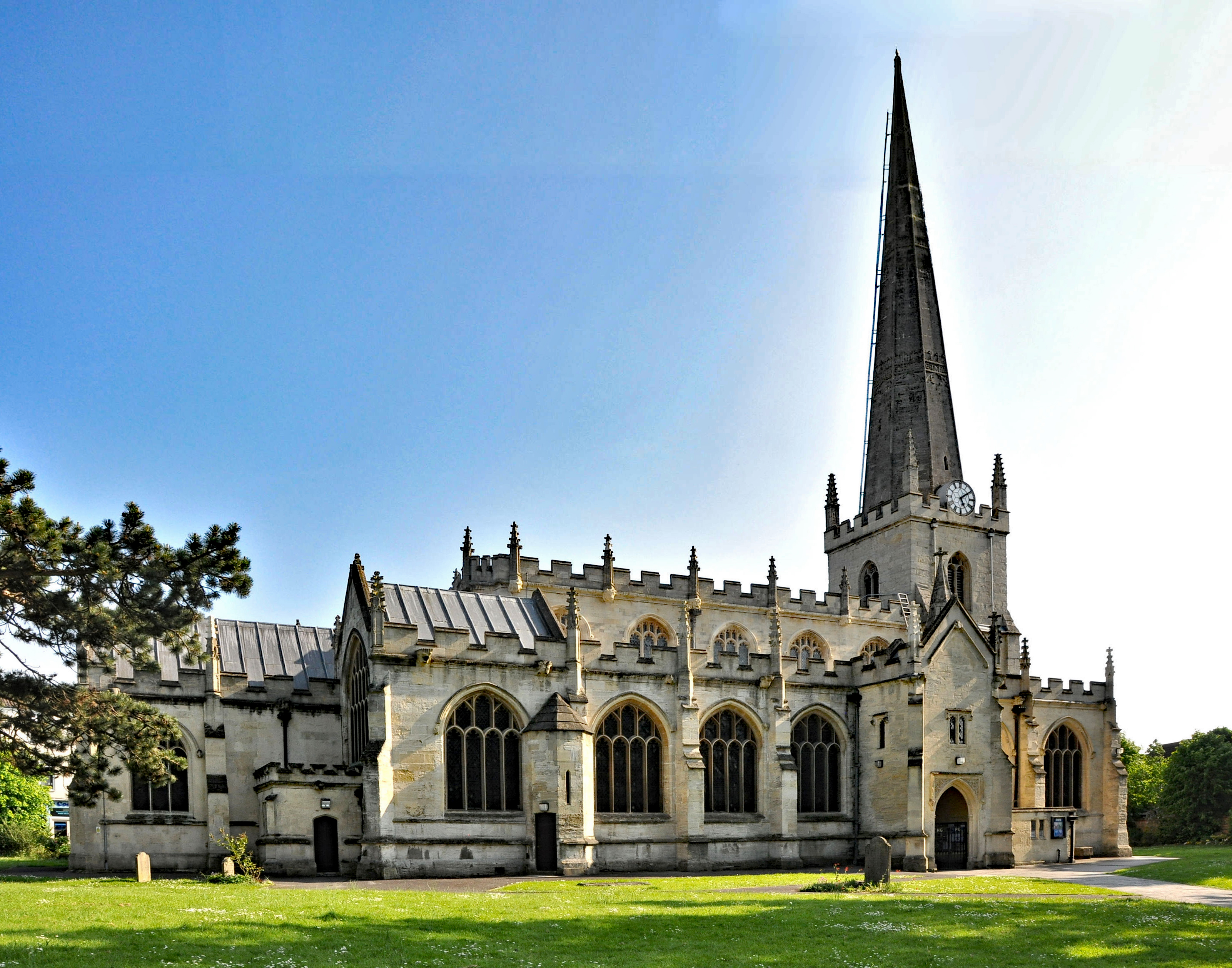
Igreja de Santiago, Trowbridge em 2016

A Igreja de Santiago é uma igreja anglicana listada como Grau I em Trowbridge, Wiltshire, Inglaterra.
Entre os enterrados na igreja, conta-se o poeta George Crabbe, que foi clérigo em Trowbridge de 1814 a 1832, e no cemitério o executado Thomas Helliker.